# Monte Alto di Sella
Il monte Alto di Sella, alto 1723 metri sul livello del mare, è situato in provincia di Lucca,  all'interno del Parco Regionale delle Alpi Apuane, che si trova lungo la dorsale principale della catena Apuana, a Sud del Monte Focoletta, alto 1672 metri,  e della gigantesca piramide triangolare di marmo bianco del monte Tambura, a quota 1890 metri, ed a Nord del monte Sella, alto 1739 metri.
Morfologicamente, l'alto di Sella è un enorme bastione di roccia che insieme al monte Sella separa due versanti ripidissimi: quello ad ovest, il marino,  verso Resceto; quello ad est, il garfagnino, verso la valle di Arnetola.
Questa cresta quasi dritta, lunga due chilometri e mezzo, va dalla base dell'imponente piramide triangolare di marmo bianco del Tambura, presso il Passo omonimo, fino al passo Sella. La cresta si mantiene per circa un chilometro oltre i 1700 metri di quota. 
Lungo il versante ovest del monte Alto di Sella è stato realizzato un sentiero di archeologia industriale, che percorre la traccia di un'antica via di lizza, cioè di una strada utilizzata dai cavatori Apuani per far scivolare a valle enormi lastre di marmo anche di 10 tonnellate. Dopo la prima guerra mondiale fu costruita una monorotaia che faceva scendere i blocchi con un carrello azionato da un motore a scoppio.
Alla cima del monte Alto di Sella si accede seguendo percorsi alpinistici piuttosto impegnativi, sconsigliabili ai non esperti ed in caso di ghiaccio o nebbia, sia dalla garfagnina valle di Arnetola che dal versante verso il mare,  cioè da Resceto: paesi questi toccati entrambi dalla famosa Via Vandelli. Vicino a questa strada ed al passo Tambura si trova il rifugio Nello Conti ai Campaniletti, base di ascensioni sia sulla Tambura, sia sull'Alto di Sella e sul Sella.
La strada Vandelli, finita nel 1751, fu costruita dal duca di Modena per collegare Massa, restando entro i confini del ducato; è in gran parte percorribile ed è oggetto di continui studi.  Sulle Alpi Apuane toccava Fabbriche di Careggine, paese ora sommerso dall'invaso artificiale di Vagli, e risaliva poi la valle dell’Edron verso Arnetola valicando la dorsale Apuana al Passo della Tambura, a quota 1620, proprio subito a Nord dell'Alto di Sella, e discendendo quindi il versante ripidissimo verso Resceto, raggiungeva Massa. 
Il panorama dalla cima del Monte Alto di Sella spazia: a nord,  verso le vette delle Apuane: Tambura, Contrario, Cavallo, Grondilice  e Sagro; a ovest, verso tutta la riviera della Versilia, verso il mare Tirreno e le isole dell'Arcipelago Toscano; a sud, verso la cresta del Monte Sella e le vette dell'Altissimo, delle Panie e della Penna di Sumbra; a est, verso le valli della Garfagnana e verso l'Appennino Tosco-Emiliano, in lontananza.